# カワスズメ
カワスズメ （川雀、Oreochromis mossambicus ）はカワスズメ科の淡水魚。アフリカ原産であるが、食用として各地に移植され、日本でも自然繁殖している場所がある。

## 概説
アフリカ大陸東南部を原産地とする淡水魚で、30センチメートルか、それを越える大きさになる。繁殖では雄は湖底にくぼみを作って雌を誘導し、そこで産卵の後、雌は卵を口腔内に保護、稚魚も口腔内で保護する、いわゆるマウスブルーダーである。食用として熱帯域各地に移植され、日本でも南西諸島や温泉地で自然繁殖している。生息環境は多岐にわたり、水質汚濁の進んだところや海水にも耐える。
和名は中坊編(2013)に合わせた。なおテラピアの名は旧学名の Tilapia mossambica による。英名も mosambique tilapia である。同類で日本に移植されたものもあるが本種がもっとも一般的なので単にテラピアといえば普通は本種である。別名としてはより旧学名に沿った形のモザンビカテラピアもある。宮地他(1976)は標準和名としてテラピアを取っているが川那部・水野(1995)はモザンビークテラピアを取り、テラピアは別名に扱っている。テラピアにはティラピアの綴りも使われる。

## 形態
身体は左右から扁平で背びれは前半が棘条、後方が軟条を持ち、その間はなめらかに続き、尾ひれの後方は丸っぽい。また上あごのすぐ後方にこぶ状の隆起がある。背びれの棘条は16（15 - 17）、軟条は10 - 13、縦列鱗数は30（28 - 31）、頭長比2.8 - 3.1、体高比2.5 - 2.8。
大きさは30センチメートル位になり、40センチメートルに達する例もある。ただし性的に成熟するのは熱帯域の浅い湖沼では雄で7 - 13センチメートル、雌で6 - 10センチメートル程度。
体色は淡黄褐色で身体の側面には8個ほどの暗色の横帯があるが、これは明瞭なものも不明瞭なものもあり、またそれぞれの横帯の中央がやや太くなっているためにそれらがつながって縦列の斑紋に見える場合もある。また闘争や逃避などの動きによっても体色は大きくまた素早く変化する。ホルマリン標本では斑紋はより不明瞭になる。

### 婚姻色など
形態的には雄の方がやや口が大きい。繁殖期には雄により強く婚姻色が現れる。縄張りを持つ雄は全身が黒くなり、頭部の腹面だけが白っぽく残る。また背びれ、尾びれの縁が赤みを帯びる。
また逃走やその勝敗、産卵や保護などの際にもその色彩は瞬時に変化する。例えば雄同士の闘争では黒い色が濃いが、劣位の雄は敗北して闘争が終了すると、ほとんど非繁殖期の体色程度にまで色が薄くなる。

## 分布
原産地はアフリカの東南部地域で、ケニアの南部から南アフリカのナタール地方にかけて、ザンベジ川とリンポポ川の両水系を中心とする河川域である。ただし食用として人為的に移植され、現在の分布域は上記以外のアフリカ、東南アジア、インド、台湾、それに日本が含まれる。日本では琉球列島では一般の河川でも、また本土でも温泉地などで自然繁殖している例がある。
中坊編(2013)には日本の分布として以下の地名が上げられている。
- 北海道屈斜路湖・山梨県平等川（記録）・大分県別府市・鹿児島県指宿市・琉球列島・大東諸島・小笠原父島

## 生態など

### 生息域
主な生息域は河川の下流域であるが、湖沼や河口域にも見られる。生息環境への耐性の幅が広く、例えば水温では耐寒性が低くて15℃以下では死亡するものの、17 - 35℃の範囲では普通に生活が出来る。また塩分濃度への耐性もあり、若魚は海水の2倍の濃度でも生活可能である。このために汽水域にも見られるし、南太平洋の環礁でも生活しているという。水質の汚濁にも強く、むしろ汚濁がひどくて他の魚が生息できないようなところにより多く見られる。

### 食性
雑食性であり何でも食べる。植物質の餌への依存度が高い。稚魚は主として浮遊生物を、小型の個体は浮遊動物を、大型個体は浮遊植物や水草を食うが、それ以外に落下昆虫や底生動物、あるいは残飯まで何でも食べる。

### 繁殖習性
産卵期は水温が高くなる時期に当たる。水温が20℃を越えると2次性徴が明らかになり、25℃を越えると30 - 45日おきに産卵を繰り返すようになる。雄は砂泥底に径15 - 50センチメートル、深さ5 - 10センチメートルの円形の巣を作る。雄はこれを中心とした地域を縄張りとして防衛する。ここに雌が接近した場合、雄は鰭を大きく広げて“側面誇示”を行う。雌が逃げたり誇示を仕返す、といったことがなかった場合、雄は巣へと雌を誘う。雌は巣の中心で体色を明るく変化させ、産卵を行う。産卵が終わると雌はすぐにそれらの卵を口腔内にくわえ、雄が放精したところの水を吸い込むことで、受精は雌の口の中で行われる。1回の産卵数は全長8センチメートルの雌で80個、11センチメートルの雌で300であったとの記録がある。受精卵は洋梨型で長径が1.9 - 3.0ミリメートル。3 - 5日で孵化する。産卵から11 - 14日目には雌の口から泳ぎ出るようになる。ただし22日目くらいまでは雌の周囲に留まり、危険が迫った場合には雌の口腔に逃げ込む。

### 成長
この種は成長が早いことでも知られ、1年で850グラムにまで育つ。アフリカの標準的な成長は全長が1年で8 - 15センチメートル、2年で12 - 26センチメートル、3年で14 - 32センチメートル、4年で17 - 35センチメートルになり、11歳まで生きる例もある。-3ヶ月ほど性的成熟に達する。

## 類似種
日本にはこの類は3種導入されている。沖縄で多いのは本種ともう1種、ナイルティラピア O. niloticus がある。区別点としては本種の尾びれが角の丸まった三角で後端がほぼまっすぐであることに対してナイルテラピアの尾ひれはより丸く、そこに縞模様が見られる点があげられる。
もう1種、ジルティラピア Tilapia zilli は背びれ後方に黒版が出ることが多く、また背鰭前方部の棘は14-15と他の2種より少なめ。口腔内保育はしない。

## 利用
食用として用いられる。ただし日本では現在はほとんど利用されていない。味は悪くなく、「紅焼魚風に濃く味付けするとなかなか良い」との声も。東南アジアでは重要な食用魚であり、養殖も盛んであるという。
日本には1954年にタイから台湾経由で220頭が持ち込まれたのが始まりとされる。沖縄では放流されたものがよく繁殖し、代表的な川魚となった。当初は釣って食べるものもあった由であるが、次第に汚いところに住む魚というイメージが強くなり、食用とされなくなった。
他方で日本においては移入種として生態系を攪乱する危険が論じられ、外来生物法の要注意外来生物リストにも取り上げられている。大型になる魚であり、繁殖期の縄張り行動では他種の魚も追うことから在来魚種への影響も大きいものと思われる。石垣島では繁殖の考えにくいような小河川にも見られ、これは塩分耐性があることから大雨などの増水で海に流された個体が遡上することにより、海を通じて分布域を拡大させている可能性がある。